# Petar Drapšin
Petar Drapšin (v srbské cyrilici Петар Драпшин; 15. listopadu 1914, Turija, Rakousko-Uhersko – 2. listopadu 1945, Bělehrad, Jugoslávie) byl jugoslávský partyzán a generálplukovník Jugoslávské lidové armády. Získal titul lidového hrdiny Jugoslávie.
Jako student se stal Drapšin členem Svazu komunistické mládeže Jugoslávie. Po vystudování střední školy v Bělehradě odešel na studia na ČVUT do Prahy. Nedlouho poté se stal jedním z řady jugoslávských komunistů, kteří ve 30. letech 20. století bojovali na straně interbrigády ve španělské občanské válce. Tam získal hodnost kapitána. Poté, co válka vypukla v v dubnu 1941 i v Jugoslávii organizoval povstání v Bosně a Hercegovině. Za svojí účast na procesu, známém jako tzv. lijeva skretanja však byl vojenským vedením partyzánské armády ostře kritizován a nakonec z Hercegoviny přeložen na území Slavonie.
V únoru 1945 byl postaven do čela Čtvrté jugoslávské armády, která měla postupovat na západ země ve směru k poloostrovu Istrie a přístavu Terst. Byl jedním z válečných hrdinů, nicméně jeho další politickou kariéru ukončila předčasně nehoda; dne 2. listopadu 1945, jen několik dní před volbami do ústavodárné skupštiny omylem vystřelila jeho služební pistole. Do sněmovny kandidoval přitom jako poslanec za Lidovou frontu. Na následky zranění nakonec zemřel.